# الإسكندر الخامس المقدوني
الإسكندر الخامس المقدوني (باليوناية:Ἀλέξανδρος Εʹ ὁ κεδώνακεδών؛ توفي عام 294 ق.م) هو الابن الثالث والأصغر لكساندر وثيسالونيكي المقدونية الأخت غير شقيقة للإسكندر الأكبر. حكم كملك لمقدونيا مع شقيقه أنتيباتر من 297 إلى 294 ق.م.
عندما قام أنتيباتر بقتل والدته وطرده من السلطة، لجأ الإسكندر إلى بيروس وديميتريوس الأول بوليوركيتيس للمساعدة في استعادة عرشه. بالنسبة إلى الأول وُعد بالأرض الواقعة على ساحل البحر في مقدونيا، إلى جانب مقاطعات أمبراسيا أكارنانيا وأمفيلوكيا كثمن لتحالفه. جاء ديميتريوس - حسب بلوتارخ - بعد تقاعد بيروس، وعندما تم تسوية الأمور بين الإسكندر وأنتيباتر أصبح ديميتريوس الآن زائرًا غير مرحب به، وبينما كان الإسكندر يستقبله بكل حفاوة ظاهريًا، فقد وضع خطة لقتله في مأدبة وهي خطة أعاقتها احتياطات ديميتريوس. في اليوم التالي، استعد ديميتريوس للرحيل، ورافقه الإسكندر حتى ثيساليا، وفي لاريسا ذهب الإسكندر لتناول العشاء مع ديميتريوس، الذي تم اغتياله حيث لم يصطحب أي حراس معه، بجانب أصدقائه الذين رافقوه في العشاء.